# Abigail Goodrich Whittelsey
Pour les articles homonymes, voir  Goodrich.
Abigail Goodrich Whittlesey, née le 29 novembre 1788 à Ridgefield dans le Connecticut et morte le 16 juillet 1858 à Colchester dans le même État, est une enseignante américaine, fondatrice de magazine et éditrice qui fournit dans son magazine des informations et des conseils sur le rôle des mères.

## Enfance et éducation
Abigail Goodrich naît le 29 novembre 1788 à Ridgefield dans le Connecticut. Elle est la fille de Samuel et d'Elizabeth Ely Goodrich. Son père est pasteur d'une  église congrégationaliste. Elle est la sœur aînée de Samuel Griswold Goodrich, auteur de livres pour enfants sous le pseudonyme de Peter Parley,. Un autre de ses frères, Charles A. Goodrich, devient également pasteur. La famille s'installe à Berlin dans le Connecticut, où elle reçoit la plus grande partie de son éducation.

## Carrière
En 1808, elle épouse le révérend Samuel Whittlesey, un pasteur congrégationaliste, qui sert à partir de 1807 pendant une décennie à New Preston, dans le Connecticut. Après que M. Whittlesey, à sa demande, démissionne de son poste pastoral à New Preston, il prend en charge «l’asile des sourds et des muets» à Hartford, dans le Connecticut, le 30 avril 1817.
Ils vivent de 1824 à 1828 à Canandaigua, dans l'État de New York, où Abigail travaille comme infirmière en chef au séminaire féminin de l'Ontario, dirigé par son mari. En 1828, ils s'installent à Utica, dans l'État de New York où ils fondent leur propre séminaire de filles . C'est là qu'elle ressent la nécessité de développer la personnalité et l'influence féminine.

## Mother's Magazine
En janvier 1833, à Utica, elle fonde Mother's Magazine, affilié à l'Association des mères et publié par son mari. Elle déménage à New York en décembre de cette année, après que les Whittelseys s'y soient installés, Abigail continue à en assurer la rédaction. Grâce à l'influence et à la correspondance de Whittlesey, les associations maternelles se multiplient aux États-Unis, en Europe et dans d'autres régions. Le magazine atteint un tirage de 10 000 exemplaires en 1837. Son mari meurt en 1842 et Abigail est assistée par le révérend Darius Mead, son beau-frère qui est rédacteur en chef du Christian Parlor Magazine. Après la fusion de Mother's Magazine avec le rival Family Visitant en 1848, Abigail démissionne. En 1850, avec l'aide de son fils Henry, elle lance Mrs. Whittelsey’s Magazine for Mothers qu'elle détient pendant deux ans,,,. Ce magazine se limite au langage de la théologie.

## Vie privée
Les Whittlesey ont sept enfants. Elle meurt le 16 juillet 1858 à Colchester dans le Connecticut.